# Abdullah Gül
Abdullah Gül, né le 29 octobre 1950 à Kayseri (Turquie), est un économiste et homme d'État turc, cofondateur du Parti de la justice et du développement (AKP) et président de la République de 2007 à 2014.
D'obédience islamiste, il est élu pour la première fois député en 1991, sous les couleurs du Parti du bien-être (RP), formation remplacée par le Parti de la vertu (FP). Continuellement réélu à partir de 1995, il contribue à la fondation de l'AKP avec Recep Tayyip Erdoğan, dont il devient le bras droit.
Après la large victoire de son parti aux élections législatives du 3 novembre 2002, Gül est nommé Premier ministre et forme un gouvernement islamo-conservateur auquel succède, moins d'un an plus tard, un nouvel exécutif dirigé par Erdoğan, qui le désigne ministre des Affaires étrangères.
À l'issue d'un scrutin laborieux, Abdullah Gül est élu président de la république de Turquie le 28 août 2007. Son septennat, le dernier d'un président élu par un collège de grands électeurs, s'achève le 28 août 2014.
Très critiqué dans l'exercice de ses fonctions par les défenseurs de la laïcité en Turquie, qui lui reprochent ses convictions islamistes, il a promulgué plusieurs lois controversées adoptées par son parti tout en entretenant, à partir de l'année 2013, des relations de plus en plus tendues avec Recep Tayyip Erdoğan, qui lui a succédé à la présidence de la République.

## Biographie
Originaire de Cappadoce, Abdullah Gül naît le 29 octobre 1950, jour du vingt-septième anniversaire de la proclamation de l'indépendance turque, à Kayseri. Son père, Ahmet Hamdi Gül, est un mécanicien de l'aviation, tandis que sa mère, Adviye Satoğlu, est femme au foyer.

### Formation et carrière professionnelle en Turquie et à l'étranger
Abdullah Gül étudie les sciences économiques à l'université d'Istanbul, dont il sort diplômé en 1971. Durant ses études universitaires, il séjourne pendant deux ans à l'université d'Exeter, au Royaume-Uni ; c'est au cours de cette période qu'il adhère à la Fédération des sociétés étudiantes islamiques (Federation of Student Islamic Societies), une congrégation islamique rassemblant des étudiants favorables à l'émanation d'un islamisme politique.
Parallèlement, il épouse Hayrünnisa Özyurt, de quatorze ans sa cadette, et alors âgée de 16 ans, le 21 août 1980 ; de ce mariage naissent trois enfants prénommés Ahmet, Kübra et Mehmet.
Fort de son doctorat en sciences économiques, il travaille comme économiste à l'Islamic Development Bank de Djeddah, en Arabie saoudite, entre 1983 et 1991 ; cette même année, il devient professeur associé d'économie internationale.

### Carrière politique
Élu député en 1991 pour le Refah Partisi (Parti du Bien-être) dont il devient en 1993 le vice-président, chargé des Affaires étrangères, réélu député en 1995, il reste membre de la commission des Affaires étrangères et devient, de 1996 à 1997, ministre d'État et porte-parole du gouvernement de Necmettin Erbakan. Il est réélu une 3e fois pour le Parti du Bien-être en 1999, malgré la dissolution de ce parti en 1998. Il crée alors le Parti de la vertu (en turc : Fazilet Partisi) en 1999 et, à sa dissolution en 2001, il adhère à l'AKP (Parti de la justice et du développement).

#### Fondateur de l'AKP
En août 2001, il est un des membres fondateurs du Parti de la justice et du développement (AKP).

#### Premier ministre
Réélu encore une fois dans le collège électoral de Kayseri le 3 novembre 2002, il est choisi comme Premier ministre en raison de l'inéligibilité du président général de l'AKP, Recep Tayyip Erdoğan.
Ainsi, de novembre 2002 à mars 2003, Abdullah Gül occupe le poste de Premier ministre, tandis que qu'Erdoğan est considéré comme le dirigeant de fait du gouvernement, faisant la tournée des capitales européennes. Ce dernier étant élu lors d'une élection partielle, il démissionne en sa faveur et celui-ci lui succède au poste de Premier ministre.

#### Chef de la diplomatie
Apprécié pour ses positions modérées et peu enclines aux extrémismes[réf. nécessaire], malgré les partis politiques dans lesquels il milite pendant sa carrière politique, responsable des réformes démocratiques nécessaires à l'adhésion de la Turquie à l'Union européenne, il a joué un rôle de première importance comme ministre des Affaires étrangères, de 2003 à 2007, du 59e gouvernement (dont il est également vice-Premier ministre), notamment dans les discussions sur la réunification de Chypre.

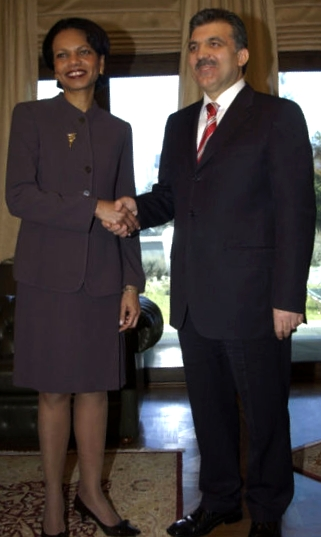
Abdullah Gül et Condoleezza Rice, le 6 février 2005.

Il fait partie des signataires de la Constitution pour l'Europe en tant que représentant d'un pays candidat.

#### Président de la république de Turquie
Abdullah Gül est le candidat de l'AKP lors de l'élection présidentielle de 2007 après le désistement le 24 avril du Premier ministre Recep Tayyip Erdoğan, lors d'un discours au Parlement. Lors du premier tour (l'élection est organisée au Parlement, le président de la République étant élu par les députés), Gül reçoit 357 voix sur les 367 qui lui sont nécessaires (deux-tiers des voix). L'armée turque tient alors une conférence de presse concernant les risques que font porter les partis islamistes à la laïcité du pays.
Le dimanche 6 mai 2007, après l'échec du deuxième tour de scrutin car l'opposition a boycotté le vote, il décide de se retirer.
Le 28 août 2007, à la suite du troisième tour du scrutin réalisé au parlement, Abdullah Gül est déclaré 11e président de la République avec 339 voix. Il prête serment immédiatement.

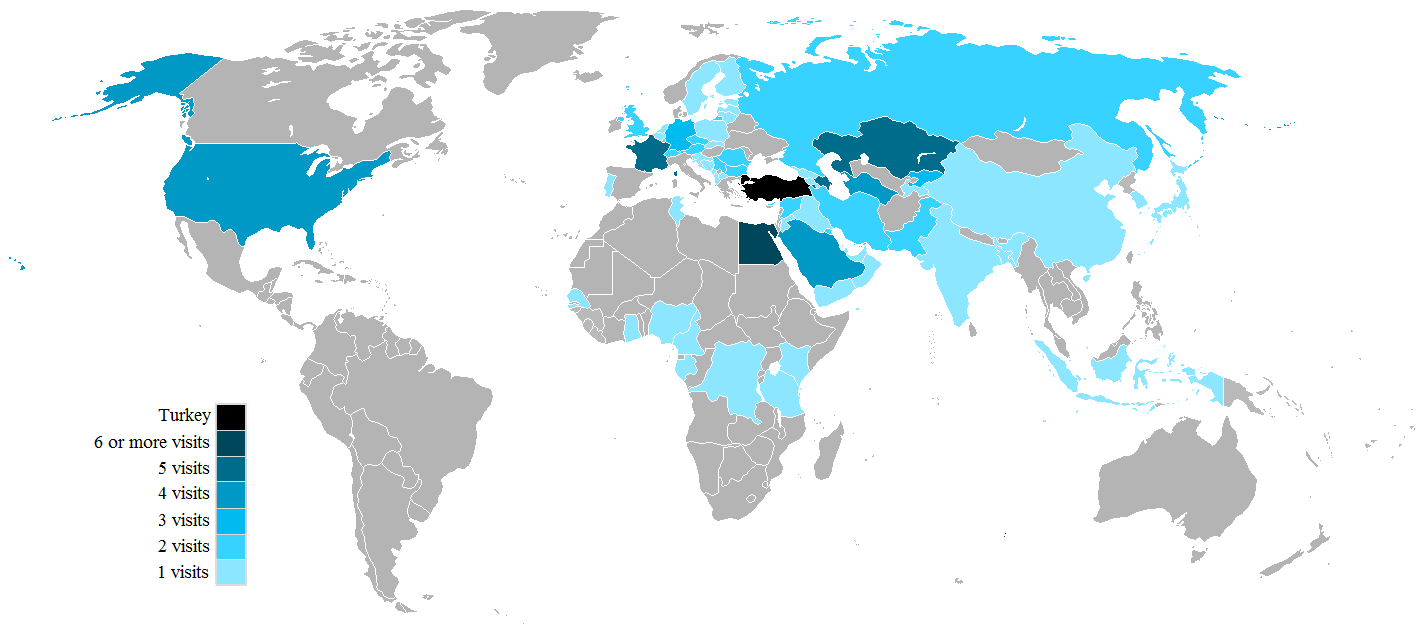
Voyages officiels et déplacements de travail du président Abdullah Gül.

Le 6 septembre 2008, à l'occasion du match de football Turquie-Arménie comptant pour les éliminatoires de la coupe du monde 2010, Abdullah Gül a accepté l'invitation du président arménien Serge Sargsian de se rendre à Erevan pour assister au match. C'est la première visite d'un dirigeant turc en Arménie depuis son indépendance. La Turquie a fermé ses frontières avec l'Arménie depuis 1994 en soutien à l'Azerbaïdjan dans le conflit du Haut-Karabagh. L'Union européenne, au travers de sa présidence française, accueille positivement ce geste de rapprochement.
Le 25 mars 2010,il reçoit le prix Chatham House pour sa contribution à l'amélioration des relations internationales.

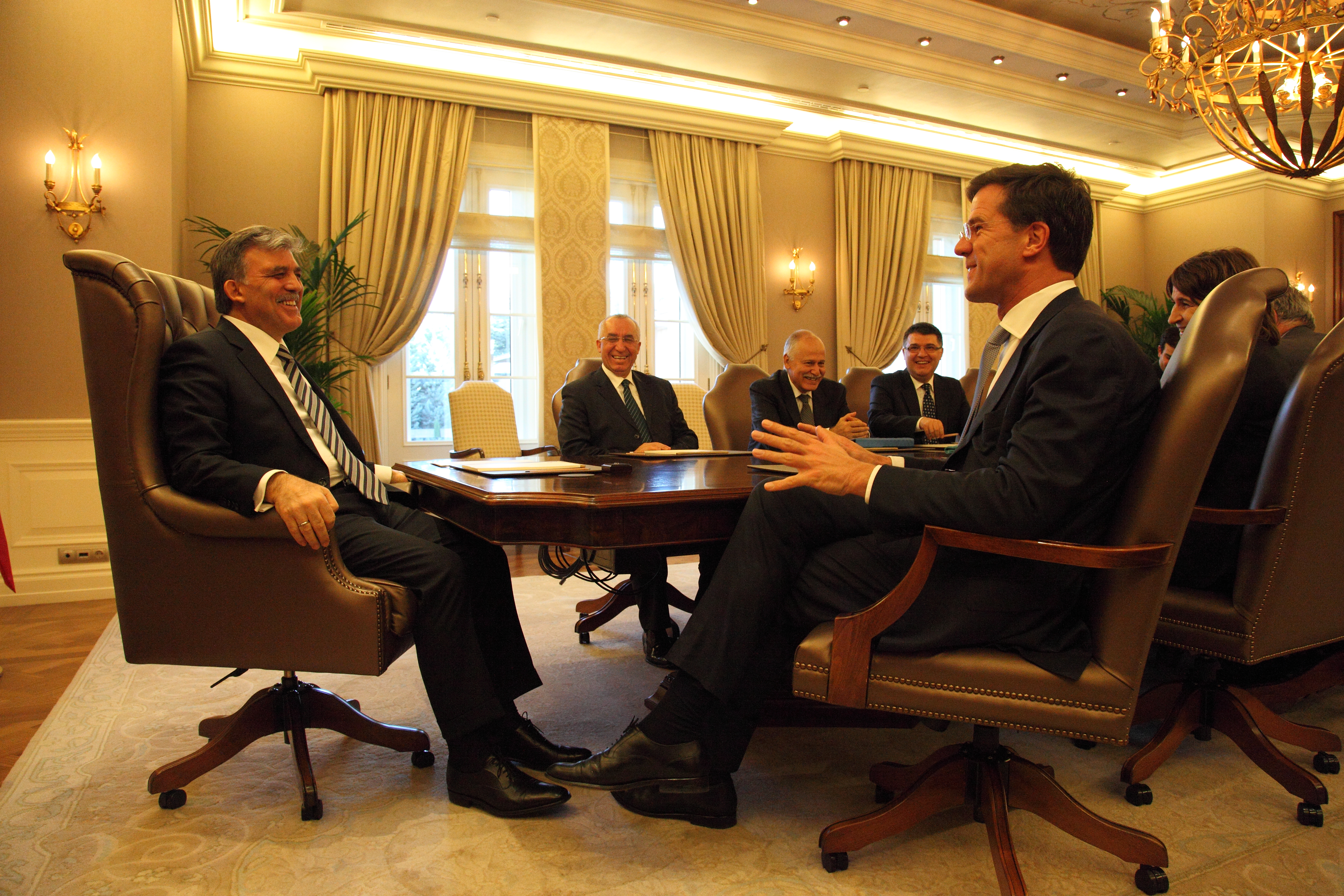
Gül recevant le Premier ministre des Pays-Bas Mark Rutte en 2012.

En février 2011, le président turc effectue une visite d'État en Iran, événement qui coïncide avec les manifestations sur place.
À partir de 2013, des divergences entre Gül et Erdoğan commencent à apparaître, notamment au sujet de la politique étrangère.
En juin 2013, il appelle la police à se retirer de la place Taksim.
Il est parfois présenté comme étant proche du prédicateur Fethullah Gülen, rival d'Erdoğan.
En janvier 2014, il critique les mesures prises par le gouvernement durant un scandale de corruption. En mars 2014, il critique le blocage de Twitter par le gouvernement. Le même mois, il exclut de devenir Premier ministre d'Erdoğan en cas d'élection de celui-ci à la présidence.

#### Après la présidence

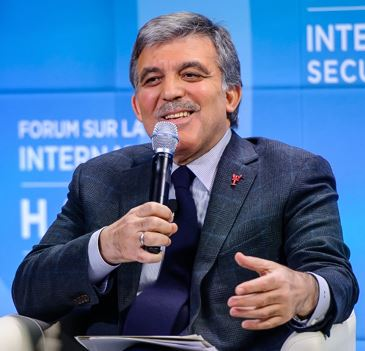
Abdullah Gül en 2014, peu après la fin de son mandat de président de la République.

En 2014, à la fin de son mandat, il redevient adhérent de l'AKP.
En juin 2015, dans un livre, un ex-conseiller de Gül affirme que c'est Erdoğan qui a empêché le retour de celui-ci au pouvoir. En avril 2017, il refuse de soutenir le référendum constitutionnel turc de 2017 instituant un régime présidentiel. En juillet 2017, il se dit favorable à ce que les journalistes inculpés ne soient pas placés en détention provisoire. En décembre de la même année, il critique un décret qui limoge, dans le cadre des purges suivant la tentative de coup d'État de 2016 en Turquie, des fonctionnaires. En janvier 2018, il critique un décret qui octroie une immunité aux civils ayant empêché la tentative de putsch.
En avril 2018, sa possible candidature à l'élection présidentielle turque de 2018 est évoquée. En effet, pour Berk Esen, professeur associé à l'université Bilkent, « le Parti de la Félicité pousse pour sa candidature, également soutenue par le leadership du CHP ». Cependant, il ne « pense pas qu'il puisse stimuler les électeurs de l'opposition en raison de sa complaisance à l'égard d'Erdoğan lorsqu'il était président ». Enfin, affirmant que leurs militants ne pourraient voter pour Meral Akşener, Sezai Temelli, président du Parti démocratique des peuples (HDP), affirme que celui-ci pourrait envisager de soutenir une telle candidature. Le 28 avril 2018, il renonce à se présenter, invoquant le fait que l'opposition ne soit pas unie.

## Décorations
- Médaille Pro Merito  Union européenne
- Collier de l'ordre du roi Abdelaziz (9 novembre 2006)  Arabie saoudite
- Chevalier grand-croix de l'ordre du Bain (13 mai 2008)  Royaume-Uni
- Médaille d'or d'Astana (4 juillet 2008)  Kazakhstan
- Grand-croix de l'ordre de l'Infant Dom Henrique (12 mai 2009)  Portugal
- Grand cordon de l'ordre de l'Indépendante (17 août 2009)  Qatar
- Chevalier grand-croix au grand cordon de l'ordre du Mérite de la République italienne (17 novembre 2009)  Italie
- Collier de l'ordre du Moubarak le Grand (en) (21 décembre 2009)  Kuwait
- Grand-croix de l'ordre de la Valeur du Cameroun (16 mars 2010)  Cameroun
- Nishan-e-Imtiaz (en) (31 mars 2010)  Pakistan
- Collier de l'ordre du Mérite hongrois (15 novembre 2011)  Hongrie
- Grand-croix de l'ordre du Lion néerlandais (16 avril 2012)  Pays-Bas
- Grand cordon de l'ordre de l'Aigle royal (11 octobre 2012)  Kazakhstan
- Chevalier de l'ordre des Séraphins (11 mars 2013)  Suède
- Grand-croix de l'ordre de la Victoire de Saint George (19 avril 2013)  Géorgie
- Médaille d'or du président du Turkménistan (29 mai 2013)  Turkménistan
- Prix international Magtymguly  Turkménistan
- Grand-croix de l'ordre de Saint-Olaf (5 novembre 2013)  Norvège
- Grand cordon de l'ordre de Heydar Aliyev (12 novembre 2013)  Azerbaïdjan
- Grand-croix de l'ordre de Mérite du grand-duché de Luxembourg (18 novembre 2013)  Luxembourg
- Grand cordon de l'ordre national nord-chypriote (19 juillet 2014)  Chypre du Nord
- Première classe de l'ordre de Danaker (8 septembre 2014)  Kirghizistan